# Wissenschaftlicher Beirat Psychotherapie
Der Wissenschaftliche Beirat Psychotherapie (WBP) ist ein Gutachtergremium, das die wissenschaftliche Anerkennung von Psychotherapieverfahren in Deutschland prüfen soll.

## Gesetzliche Grundlage
Seine Grundlage findet der WBP in § 11 Psychotherapeutengesetz (PsychThG). Das vom WBP erstellte Gutachten soll danach in Zweifelsfällen die Grundlage der zuständigen Landesbehörde für deren Entscheidung über die wissenschaftliche Anerkennung eines Psychotherapieverfahrens bilden. Zu solchen Entscheidungen berufen sind die zuständigen Landesbehörden vor allem im Rahmen der staatlichen Anerkennung von Ausbildungsstätten nach § 11 PsychThG, an denen eine zur Approbation als Psychologischer Psychotherapeut oder Kinder- und Jugendlichenpsychotherapeut führende vertiefte Ausbildung absolviert werden kann.

## Besetzung
Der Beirat wird gemeinsam von der Bundespsychotherapeutenkammer (BPK) und der Vertretung der ärztlichen Psychotherapeuten in der Bundesärztekammer (BÄK) gebildet. Nach Übereinkommen der Bundesärztekammer und der Bundespsychotherapeutenkammer besteht der Beirat aus zwölf Mitgliedern, jeweils sechs jeder Kammer.:
- BÄK: Sechs ärztliche Vertreter aus den Bereichen
  - Psychiatrie und Psychotherapie
  - Psychosomatische Medizin und Psychotherapie
  - Kinder- und Jugendpsychiatrie und -psychotherapie
- BPK: Sechs psychologische Psychotherapeuten und Kinder- und Jugendlichenpsychotherapeuten

Die aktuelle Besetzung ist wie folgt:
| BÄK                              | Stellvertreter BÄK        | BPK                            | Stellvertreter BPK       |
| -------------------------------- | ------------------------- | ------------------------------ | ------------------------ |
| Gereon Heuft (Stv. Vorsitzender) | Anil Batra                | Siegfried Gauggel              | Christina Hunger-Schoppe |
| Johannes Kruse                   | Andreas Bechdolf          | Nina Heinrichs                 | Tina In-Albon            |
| Michael Linden                   | Ulrike Dinger-Ehrenthal   | Falk Leichsenring              | Maya Krischer            |
| Alexandra Philipsen              | Christian Fleischhaker    | Bernhard Strauß (Vorsitzender) | Wolfgang Lutz            |
| Georg Romer                      | Christiane M. Freitag     | Kirsten von Sydow              | Dagmar Nuding            |
| Gerd Schulte-Körner              | Hans-Christoph Friederich | Ulrike Willutzki               | Svenja Taubner           |

Die aktuellen Vorstandsbeauftragten der BÄK sind Johannes Albert Gehle und Gerald Quitterer, der Vorstandsbeauftragte der BPK Andrea Benecke.
Ehemalige Mitglieder sind u. a.:
- Gerhard Buchkremer
- Manfred Cierpka (Vorsitzender 2009 bis 2013)
- Sven Olaf Hoffmann
- Fritz Hohagen
- Jürgen Kriz
- Jürgen Margraf (Vorsitzender 1999 bis 2005)
- Gerd Rudolf
- Dietmar Schulte (1999 bis 2011, Vorsitzender 2005 bis 2011)[5]
- Andreas Warnke

## Amtsperioden
Die Amtsperioden waren/sind:
- 1. Amtsperiode 7. Oktober 1998 bis 6. Oktober 2003
- 2. Amtsperiode 1. Januar 2004 bis 31. Dezember 2008
- 3. Amtsperiode 1. Januar 2009 bis 31. Dezember 2013
- 4. Amtsperiode 1. Januar 2014 bis 31. Dezember 2018
- 5. Amtsperiode 1. Januar 2019 bis 31. Dezember 2023
- 6. Amtsperiode seit 1. Januar 2024

Die Geschäftsstelle wird während gerader Amtsperioden von der Bundespsychotherapeutenkammer (BPtK), während ungerader Amtsperioden von der Bundesärztekammer (BÄK) gestellt.

## Aufgabenbeschreibung
Die Aufgabenbeschreibung umfasst folgende Einzelthemen:
- Entwicklung und Fortschreibung wissenschaftlicher Kriterien zur Beurteilung psychotherapeutischer Verfahren bzw. Behandlungsmethoden und ihrer Anwendung.
- Wissenschaftliche Beurteilung
  - von Methoden und Forschungsstrategien zur Evaluation psychotherapeutischer Verfahren bzw. Behandlungsmethoden
  - einzelner psychotherapeutischer Verfahren bzw. Behandlungsmethoden
  - der beruflichen Ausübung und fachlichen Anwendung von Psychotherapie
  - der Indikationen einschließlich Indikationsgrenzen für psychotherapeutische Verfahren bzw. Behandlungsmethoden
  - der Voraussetzungen von Psychotherapeuten zur qualifizierten Anwendung psychotherapeutischer Verfahren bzw. Behandlungsmethoden
  - der psychotherapeutischen Versorgung

## Kritik
Die bisherige Gutachtenpraxis des WBP ist umstritten. Ihm wird vorgeworfen, dass er sich nicht auf seinen begrenzten gesetzlichen Auftrag beschränke. Er prüfe Nachweise der Wirksamkeit des jeweiligen Psychotherapieverfahrens anhand qualitativ und quantitativ gesetzlich nicht vorgesehener und fachlich umstrittener Maßstäbe. Dabei verlange er, dass sich die Wirksamkeitsnachweise auf mehrere Anwendungsbereiche der Psychotherapie erstrecken müsse. Von verwaltungsgerichtlicher Rechtsprechung (etwa VG München, VG Düsseldorf), die dem WBP eine derartige Befugnis bereits abgesprochen hat, habe er sich bisher unbeeindruckt gezeigt. Explizit bestärkt wurde die Verfahrensweise des WBP durch das Bundesverwaltungsgericht in seinem Urteil vom 30. April 2009 (BVerwG 3 C 4.08).
In seiner ausführlichen Kritik am Methodenpapier des WBP kommt Wampold u. a. zur Schlussfolgerung: „Die Verwendung der in dem Methodenpapier beschriebenen Methoden bevorzugt auf unwissenschaftliche Weise bestimmte Therapieverfahren und -methoden, (...)“.